# Крајпуташ Живојину Илићу у Сврачковцима
Крајпуташ Живојину Илићу у Сврачковцима (општина Горњи Милановац) налази се са десне стране Ибарске магистрале, у правцу Београда. Подигнут је жандарму Живојину Илићу из овог села, који је умро у Пожаревцу 1894. године.

## Опис споменика
Споменик је у облику стуба, са лоптастим испупчењем - "јабуком" на темену. Са предње стране споменика приказана је стилизована фигура покојника у ставу мирно, опуштених руку, без оружја. Приказ униформе и капе крајње је сведен и стилизован. Око главе, у форми ореола, уписано је име покојника: ЖИВОИН ИЛИЋ ВОДНИК. На полеђини геометријски и флорални орнаменти творе облик удвојеног крста, испод кога је текст епитафа. На бочној страни окренутој ка Руднику приказана је пушка "двоцевка", а изнад ње стилизована форма крста на постољу. На супротној страни су предмети који ближе одређују цивилно и државно занимање покојника - рударске алатке и револвер.

### Материјал, димензије, стање
Споменик је исклесан од црвенкастог грабовичког камена. Димензије износе 160х38х20 cm. Добро је очуван, смештен на приватном имању породице Илић. 2017. године на овом и оближњем крајпуташу извршена је нестручна рестаурација. Урези на споменику обојени су црном, а поједина поља испуњена белом бојом, чиме је пренаглашен графицизам, а споменик добио нетипичан изглед.

### Епитаф
ПРИЂИТЕ П
УТНИЧЕ И Ч
ИТАЈТЕ ОВ
АЈ СПОМЕН
ИК КОИ СЛУ
ЖИ У ЂАДМ
ЕРИ ЖИВИ
39 Г УМРЕ У ПО
ЖРЕВЦУ
1894 Г СПОД
ИГОШЕ БРА
ЋА МАИЛО
И ЈОВАН 189
4Г
Приметно је да су поједина слова изостављена или погрешно написана.